# Virus neurotrope

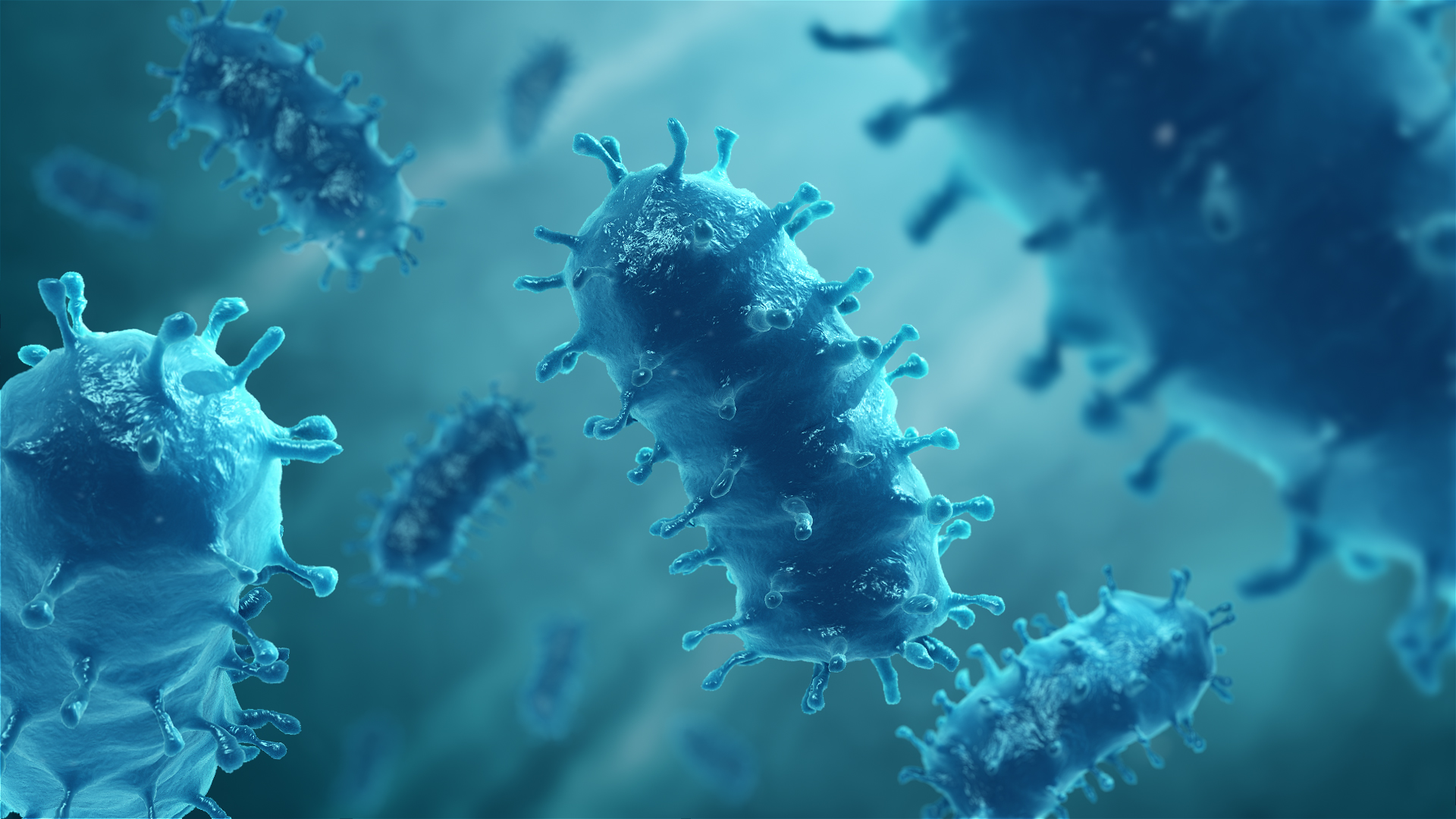
Image 3D montrant des virus de la rage, d'environ 180 nm de long.

Un virus neurotrope est un virus ayant un tropisme particulier, non exclusif, pour le système nerveux, susceptible d'infecter les cellules nerveuses, qui sont ses cibles préférentielles. Lorsqu'il montre cette capacité de pénétration et d'infection du système nerveux central (SNC), il est dit virus neuroinvasif, et lorsqu'il cause une maladie il est dit virus neurovirulent.
Certains virus neurotropes, comme celui de la rage, sont à la fois neuroinvasifs et neurovirulents, alors que le virus herpes simplex est très neuroinvasif pour le système nerveux périphérique (SNP) mais peu neuroinvasif pour le SNC où il peut devenir, s'il y parvient, très neurovirulent.  

## Dissémination et attachement
Après introduction dans l'organisme, un virus a besoin d'une cellule vivante pour se multiplier. Les virus neurotropes se disséminent par voie nerveuse, soit de façon directe (comme par les terminaisons du système nerveux périphérique), soit de façon indirecte. Par exemple, le virus de la rage peut aussi se multiplier dans le tissu musculaire avant de pénétrer le système nerveux ; ou encore le poliovirus qui peut aussi se disséminer auparavant par voie sanguine.

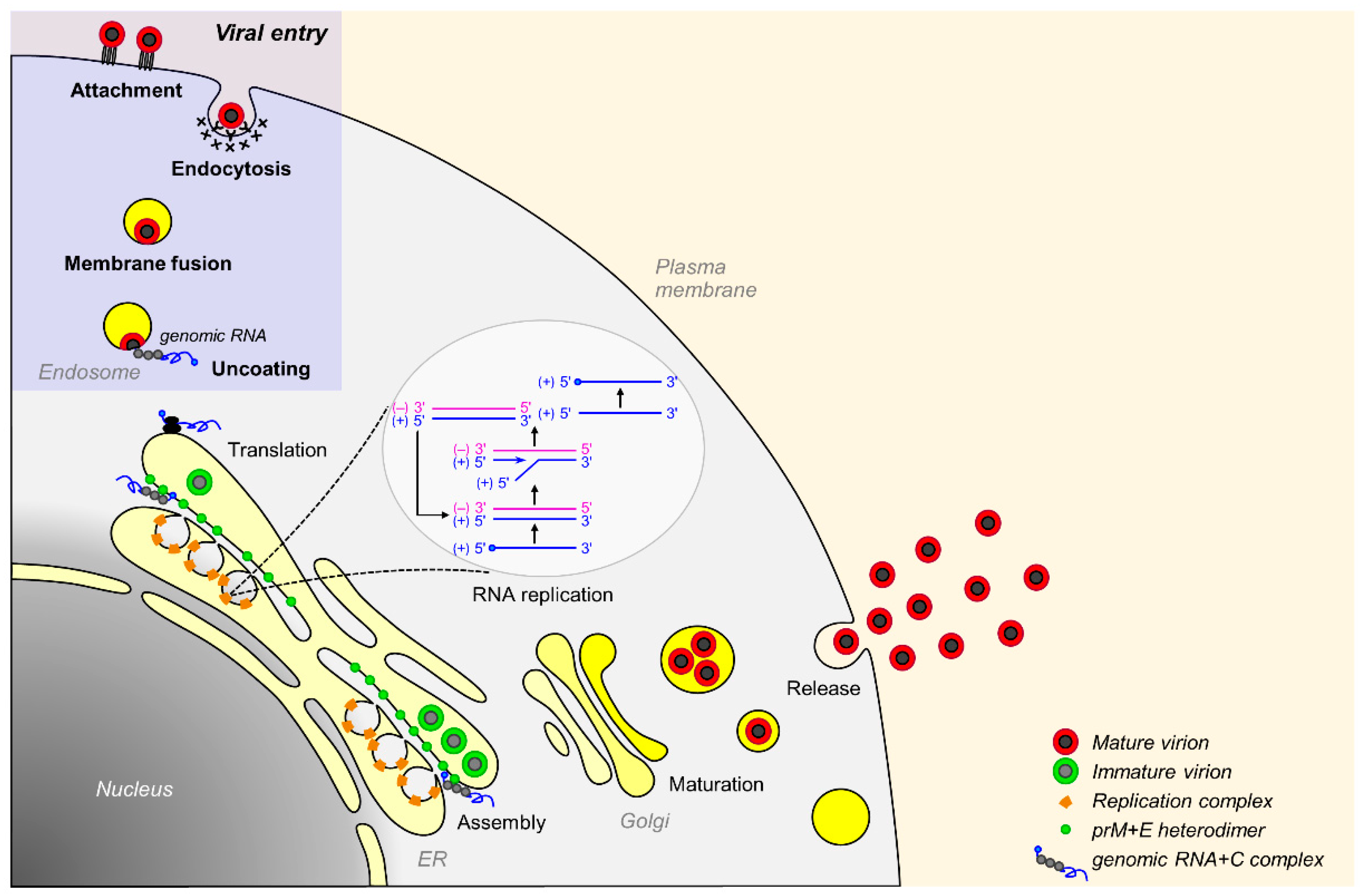
Cycle de réplication du virus de l'encéphalite japonaise : en haut attachement et entrée dans la cellule nerveuse, en bas à droite sortie et libération de nouveaux virions.

Le neurotropisme est un phénomène moléculaire mettant en jeu des récepteurs situés sur la membrane cellulaire, par exemple le récepteur nicotinique de l'acétylcholine des cellules nerveuses. Un virus neurotrope possède à sa surface une ou plusieurs protéines d'enveloppe susceptibles de s'insérer et de réagir avec un récepteur de membrane pour pénétrer dans la cellule-hôte. La métaphore familière de « la clé et la serrure » est souvent utilisée.
L'efficacité de l'attachement initial dépend de la densité des récepteurs et de la concentration relative en virus (virion), le mécanisme étant probablement des interactions électrostatiques entre structures conformes. Les virus utilisent donc des récepteurs qui ont des fonctions physiologiques normales pour la cellule-hôte. En terme d'évolution, les virus neurotropes ont dû s'adapter à ces récepteurs de cellules nerveuses.
À l'intérieur du système nerveux central, les virus neuroinvasifs sont capables d'échapper en grande partie à la réponse immune habituelle. 

## Variations
Pour un même virus neurotrope, son neurotropisme peut varier selon de nombreux facteurs : tenant à l'hôte  (l'âge, la nutrition, et l'immunité), à la voie d'entrée (par la bouche — voie aéro-digestive —,  par lésion cutanée, par atteinte cérébrale directe…), à l'attachement virus/récepteur (voir section précédente), au métabolisme de la cellule-hôte répondant ou pas aux mécanismes de réplication virale.

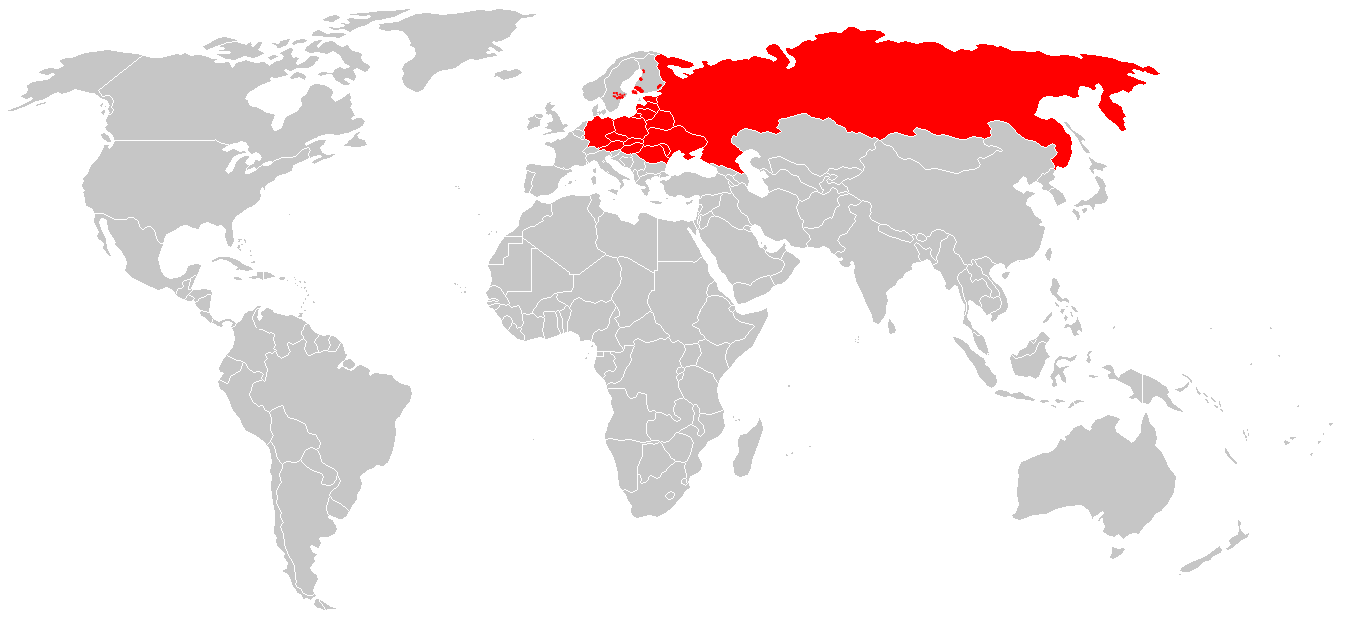
Répartition géographique de l'encéphalite à tiques, principale arbovirose européenne.

Les virus neurotropes peuvent avoir un tropisme plus particulier pour les différentes cellules du tissu nerveux : neurone, astrocyte, cellule microgliale, oligodendrocyte, etc. mais les manifestations peuvent varier selon des facteurs viraux et des facteurs de l'hôte. Les localisations des atteintes nerveuses sont variables : le virus de la rage réalise une encéphalite diffuse avec tropisme pour le système limbique, alors que l'encéphalite herpétique est à localisation temporale prédominante (ce qui reste inexpliqué).
Les virus neurotropes peuvent varier selon la région géographique, certains sont universels comme l'herpesvirus ou les entérovirus, d'autres plus localisés comme la fièvre jaune ou l'encéphalite japonaise.
La chronologie de ces infections est aussi variable. L'évolution peut être défavorable ou favorable, elle peut être rapide (encéphalite à arbovirus, méningite à entérovirus), lente, chronique ou retardée.
Les virus sont dits cytopathiques lorsqu'ils tuent finalement la cellule-hôte en s'y multipliant (virus de la rage par exemple) ; et non cytopathiques lorsqu'ils y restent sans causer de mort cellulaire immédiate. Ces virus non cytopathiques restent présents soit de façon persistante (virus productif, comme le virus herpes simplex type 1), soit de façon latente (virus non productif, comme le virus varicelle-zona).
Les virus productifs peuvent subir des mutations vers des formes moins virulentes ou se multiplier plus lentement. Les virus latents non-productifs peuvent être amenés à se réactiver des années plus tard par des stress environnementaux ou d'autres facteurs. 
Un petit groupe de virus peut causer des infections extrêmement lentes, ce peut être (rarement) le cas du virus de la rougeole susceptible de causer une panencéphalite.

## Manifestations et diagnostic
Un même virus neurotrope peut provoquer des syndromes différents.
Les principaux syndromes par virus neurotropes (quelques exemples entre parenthèses) sont, :

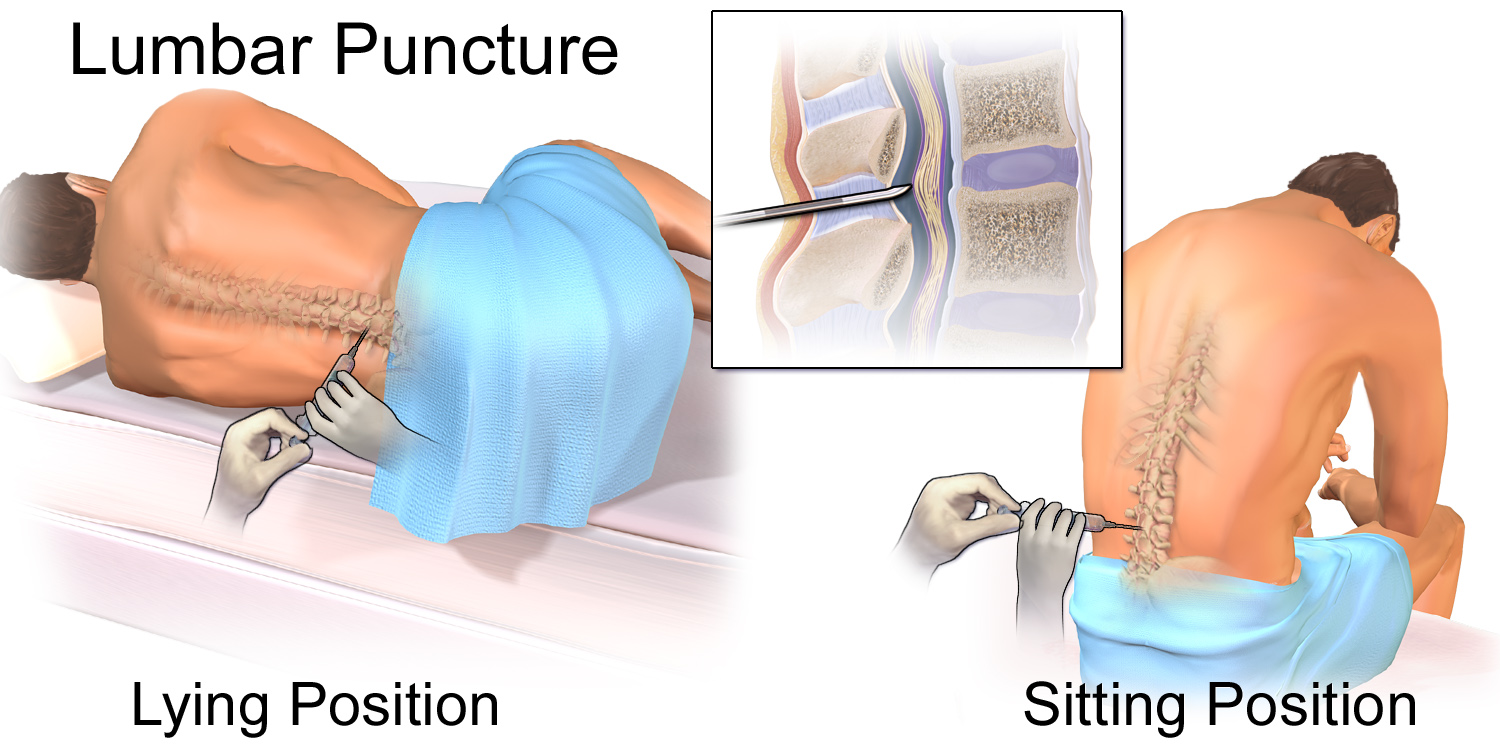
Prélèvement de liquide cérébrospinal par ponction lombaire.

- Méningite (oreillons, entérovirus, arbovirus, rougeole...).
- Encéphalite aiguë (rage, arbovirus, herpès...).
- Encéphalite post-infectieuse (rougeole, varicelle-zona, grippe...).
- Encéphalite chronique (HIV, PESS de la rougeole, virus JC...).
- Paralysie (poliovirus, autres entérovirus, rage...).
- Myélite et myélopathie (cytomégalovirus, virus d'Epstein-Barr, HTLV-1...).
- Syndrome de Reye (grippe, varicelle-zona...)

Le diagnostic précis du virus en cause repose surtout sur l'examen du liquide cérébrospinal ou LCS obtenu par ponction lombaire. La recherche du virus s'effectue par PCR dans le prélèvement. Accessoirement, la recherche peut se faire aussi dans la sang, les urines, la gorge, les selles, en fonction du virus supposé. La comparaison des taux d'anticorps dans le plasma et dans le LCS peut être un indice d'infection du système nerveux central.
Le pronostic est variable, dépendant du type de virus, et de l'âge du malade. Par exemple aux deux extrêmes, la méningite des oreillons est presque toujours bénigne et l'encéphalite de la rage est presque toujours mortelle.

## Liste de virus neurotropes
Les principaux groupes de virus comportant des virus neurotropes sont,:
- « arbovirus », transmis par insecte vecteur comme les moustiques (exemples : fièvre jaune, dengue, zika…) ;
- arenavirus, dont le virus de la chorioméningite lymphocytaire ;
- coronavirus, notamment le SARS-CoV-2[11] ;
- herpesvirus, comme les virus de l'herpès, varicelle-zona, Ebstein-Barr et cytomégalovirus ;
- lyssavirus, notamment le virus de la rage ;
- orthomyxovirus, comme les virus de la grippe A ;
- orthopoxvirus, notamment le virus de la variole ;
- paramyxovirus, dont le virus de la rougeole et celui des oreillons ;
- picornavirus, notamment le poliovirus (agent causal de la poliomyélite) et d'autres entérovirus responsables de méningites virales du nourrisson dans les pays développés.